# 中華民国とナミビアの関係
中華民国とナミビアの関係（ちゅうかみんこくとナミビアのかんけい、繁体字中国語: 中華民國與納米比亞關係）あるいは台湾とナミビアの関係（たいわんとナミビアのかんけい、繁体字中国語: 臺灣－納米比亞關係、英語: Namibia–Taiwan relations）では、中華民国とナミビア共和国の関係について述べる。中華民国とナミビア共和国の両国に正式な外交関係はなく、現在、お互いの首都に連絡事務所のような事実上の大使館も置かれていないが、ナミビアに関する事項は南アフリカ共和国にある在ケープタウン台北連絡事務所による兼轄で取り扱われる 。

## 政治

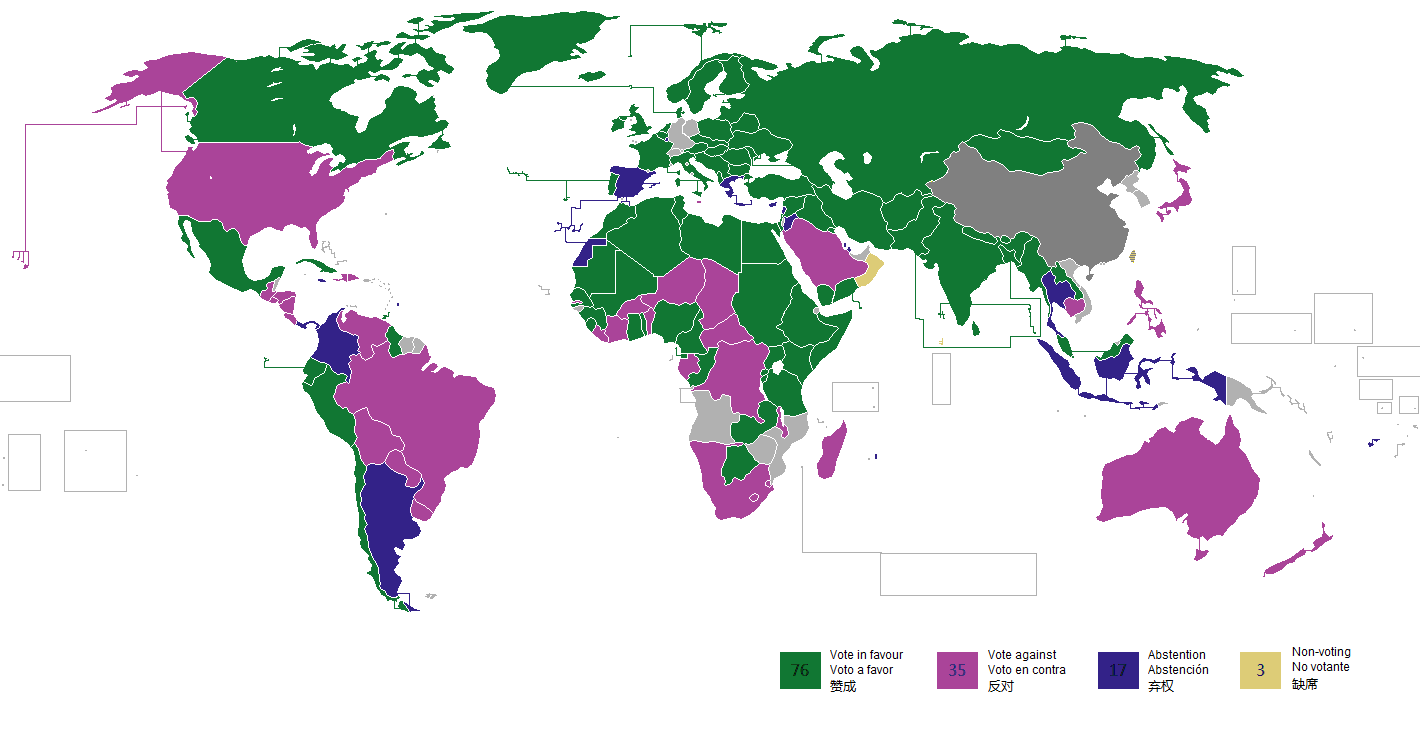
紫色の国々は、1971年の投票、つまり「国連総会決議2758 」で中華民国が国連に留まることを支持することを表明した国。ナミビアは南アフリカの領土（南西アフリカ）の一部であり、南アフリカは主権国として投票に参加した。

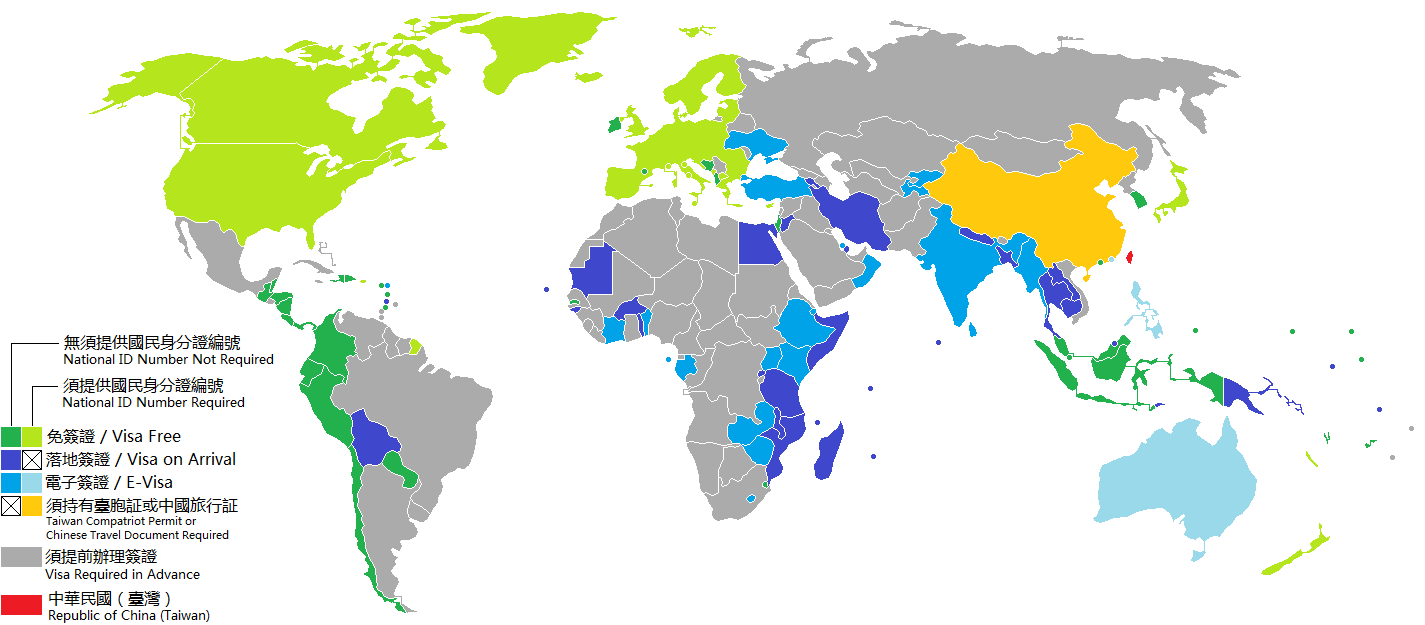
中華民国パスポートを所持する中華民国市民は、ナミビアに入る前にビザを申請する必要がある。

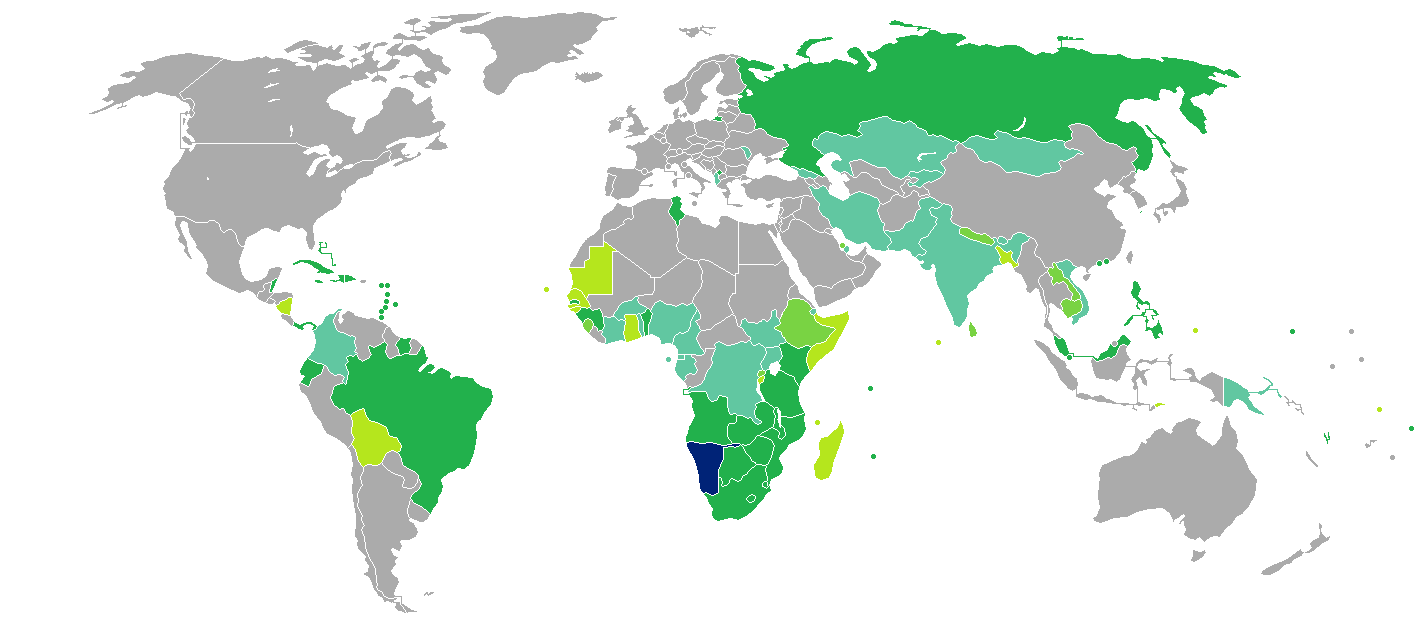
ナミビアのパスポートを持つナミビア国民は、中華民国へ入国ビザを申請する必要がある。

### ビザ
両国の市民は、他方の国に入る前にビザを申請する必要がある。 中華民国パスポートと招待状を持っている中華民国の市民は、香港のナミビア総領事館でビザを申請することができる。南アフリカ国際空港を通過する際に南アフリカのトランジットビザを申請する必要はない。空港を出て陸路でナミビアに移動する場合は、実際に南アフリカに入国しているため、南アフリカのビザを申請する必要がある。
ナミビアのパスポート（英語: Namibian passport）を持つナミビア国民（英語: Demographics of Namibia）は、国際会議やスポーツイベント、貿易展示会に出席するために中華民国の電子ビザに参加可能で、最長30日間滞在できるが、滞在日数の延長はできない 。

#### 関連する警告
COVID-19感染状況を考慮して、中華民国外交部旅行警報分類は、ナミビアを危険警報として分類している。（2020年3月21日発行） 。衛生福利部の国際観光流行勧告レベルは、各国と地域を第3レベルの警告として分類している（2020年3月21日に発行）。 

## 経済

### 貿易
2019年、ナミビアは中華民国の172番目に大きい貿易相手国で、144番目に大きい輸入相手国で、および168番目に大きい輸出相手国である。ナミビアへの輸出額は1.664146米ドルで、前年から34.156％減少。ナミビアからの輸入額は1.84,166米ドルで、前年から92.148％減少した。

## 交通

### 航空

#### 旅客輸送
両国間の直行便はなく、乗り継ぎが必要である（2019年12月20日現在、ウェイポイントは含まれていない）。
 中華民国
- 台北→フランクフルト、アムステルダム、その後にナミビア国際空港（英語: List of airports in Namibia）到着。

### 自動車
中華民国で国際運転免許を取得していれば、ナミビアで自動車を運転できる 。

## 参照
1. ↑  “駐館位置及聯絡方式”.  中華民國外交部 領事事務局. 2021年8月11日閲覧。
2. ↑  “簽證及入境須知”.   外交部領事事務局. 2021年8月11日閲覧。
3. ↑  “誰具備申請電子簽證的資格?”.   外交部領事事務局. 2018年12月9日時点のオリジナルよりアーカイブ。2018年12月15日閲覧。
4. ↑  “我的電子簽證效期多久？”.   外交部領事事務局. 2018年3月27日時点のオリジナルよりアーカイブ。2018年4月2日閲覧。
5. ↑  “國外旅遊警示分級表”.   外交部領事事務局. 2021年8月11日閲覧。
6. ↑  “國際旅遊疫情建議等級”.  中華民國衛生福利部. 2021年8月11日閲覧。
7. ↑  “中華民國進出口貿易統計”.  中華民國經濟部 國際貿易局. 2018年3月13日時点のオリジナルよりアーカイブ。2018年5月22日閲覧。
8. ↑  “生活資訊”.   外交部領事事務局. 2021年8月11日閲覧。